# Maître et Apprenti
Ne doit pas être confondu avec l'épisode de la série télévisée Ahsoka intitulé Première partie : Maître et Apprentie.
Maître et Apprenti (titre original : Master & Apprentice) est un roman de science-fiction de Claudia Gray s'inscrivant dans l'univers étendu de Star Wars. Publié aux États-Unis par Del Rey Books en 2019, puis traduit en français et publié par les éditions Pocket la même année,, il se déroule quarante ans avant la bataille de Yavin.